# 日系ウルグアイ人
日系ウルグアイ人（にっけいウルグアイじん、スペイン語: Japonés Uruguayo）とは日本人の血を引いたウルグアイの市民である。

## 概説
ウルグアイ初の日本人移住者は、1908年に神戸を拠点とした貿易商人が雑貨店の支店開設のためにアルゼンチンから派遣した従業員の坪田静仁（つぼた せいじ）、京都市より同年12月10日モンテビデオ港着の宇野テルオである。なお坪田はウルグアイ人女性と結婚したが、子供に恵まれなかったとのことで、子孫はいない。2008年9月に憲仁親王妃久子がウルグアイの日本人移民100周年記念式典に臨席した時点では、宇野テルオの調査は未確認である。宇野はウルグアイ入国時推定8歳、メルセデス県牧場主ウニエが日本より宇野の両親及び本人の意思で日本から直接ウルグアイへ移民した最初の人物である。ウルグアイには、日系ウルグアイ人の数は少ないが重要な存在があり、伝統的に日系ウルグアイ人の職業は花農家である。

## 歴史
日本人が最初に大規模な移住を行ったラテンアメリカの国家はブラジルであった。しかし、ブラジル政府は1930年代に日本人移民を禁止することを決定した。その中で、ウルグアイは国土の人口がまばらな地帯を埋めるために、日本人移民を歓迎する国家の一つとなったが、多くの移民は首都モンテビデオにとどまった。第二次世界大戦が始まった時、敵意は主にドイツ系ウルグアイ人、イタリア系ウルグアイ人、そして日系ウルグアイ人と日本語学校に向けられ、特に日本語での新聞や本の出版を行う事は禁止された。当時ウルグアイに住んでいた多くの日系ウルグアイ人はアメリカ合衆国に収監された（日系人の強制収容）。戦後、数百人の日系ウルグアイ人が難民としてウルグアイ政府によって定住を許可され、再び同国に住むようになった。また日本の急速な経済発展に伴い、多くの日本人がウルグアイから利益を得るために特にビジネスマンとして同国を訪れるようになった。日系ウルグアイ人は今日ではスペイン系・イタリア系・ドイツ系などの白人系ウルグアイ人から尊敬され、社会の中心に同化している。それと同時に日系ウルグアイ人はウルグアイの文化の重要な部分でもある。
日系ウルグアイ人はウルグアイに花卉栽培を根付かせたことで知られており、2008年9月に行われたウルグアイの日本人移民100周年記念式典に臨席した憲仁親王妃久子は、「日系人が品種改良した新たな品種はこの国を華やかに装飾しています。ひた向きな勤勉さと誠実かつ正直なところがウルグアイの社会で信頼と尊敬をかち得たことを同じ日本人として誇りに思います」と移民の苦労をねぎらった。式典にはウルグアイのダニエル・マルティネス (政治家)産業・エネルギー・鉱業省大臣、在ウルグアイ日本国大使館の竹元正美大使、田中忠日本人会会長ら約300人が出席した。なお、ウルグアイの日本人移民100周年記念式典にあわせて憲仁親王妃久子がウルグアイを訪問したが、日本の皇室のウルグアイ訪問は2003年11月の紀宮清子内親王以来である。
2011年3月11日の東日本大震災の際には、モンテビデオ日本庭園において、日系ウルグアイ人会が主催した追悼式がおこなわれ、モンテビデオ県のリベロ副知事をはじめとする人間の安全保障無償資金協力の被供与団体や日本での研修に参加した研修員など日本と関連のある市民約200人が参加した。在ウルグアイ日本国大使館の佐久間健一大使からは、日系ウルグアイ人会のイニシアチブとウルグアイの方々の温かい気持ちに対して感謝の気持ちが述べられるとともに、東日本大震災を通じてこれまでの良好なウルグアイと日本の関係が更に強固なものになったと感じている旨の発言があった。
2018年12月3日、安倍晋三が日本の総理大臣として初めてウルグアイ（とパラグアイ）を訪問し、タバレ・バスケス大統領と会談し、現地の日系ウルグアイ人と懇談を行った。これについてMBS、BSN、TBSは「両国（パラグアイとウルグアイ）とも日本からの移民の多い国で、このうち、ウルグアイのバスケス大統領との会談では、牛肉の相互輸出を解禁することなどを確認しました」と報じた。ウルグアイを訪問するに際し、安倍晋三総理大臣は、日本とウルグアイは地理的に離れているが、両国はお互いにとって「重要なパートナーである」と語り、今回のウルグアイ訪問は、二国間関係、特に経済関係を深化させる好機であり、二国間経済関係の強化に向け、日本企業のウルグアイへの更なる進出のために必要となる法的枠組みの整備や支援の供与が期待されている。2018年12月2日付『エル・パイス』の書面インタビューで安倍晋三総理大臣は、「今回の訪問を機に、日本とウルグアイの100年にわたる歴史的友好関係に新たなページを開きたいと思います。（中略）日本とウルグアイは、地理的に遠く離れていますが、自由、民主主義、人権、法の支配といった普遍的価値を共有する重要なパートナーです。本年は日本人ウルグアイ移住110周年の慶賀の年であり、両国の長年にわたる友好の歴史に根ざした協力関係を一層発展させたいと思います。（中略）今後も経済関係強化に向けた法的枠組み整備や日本企業のウルグアイ進出を支援することにより、両国の経済関係の発展を推進したいと思います。（中略）今後も、政治、経済、文化、国民交流などあらゆる分野で両国の関係を更に発展させるべく、バスケス大統領と共に手を携え尽力していきたいと思います。（中略）日本とウルグアイには長い歴史の積み重ねに基づく友好・協力関係があります。今回の訪問が弾みとなり、両国の間の様々な分野における往来が活発になり、両国関係が一層発展していくことを期待しています」と述べている。
日本とウルグアイが外交関係を開設して100周年にあたる2021年の初めに、茂木敏充外務大臣がウルグアイを訪問したが、ウルグアイを訪問するに際して茂木敏充外務大臣は、2021年1月6日付『エル・パイス』に寄稿し、「地理的には日本から最も遠い国がウルグアイですが、両国は100年以上にわたる友好の歴史を有します。1921年9月に外交関係が開設されて以来、友好関係を育んできた日本とウルグアイは、現在、自由、人権、法の支配などの基本的価値を共有する民主主義国家として、また自由貿易の推進者として、互いにとってかけがえのないパートナーとなっています。今回の私の訪問は、ウルグアイとの新たな100年を共に築くために、一層の関係強化に向けた日本の意志の表れです。（中略）日本とウルグアイとの関係は、多くの人々の善意の交流によって積み重ねられてきました。ウルグアイでは、外交関係の歴史を越える110年以上の歴史を誇る日系人の方々の存在が、日ウルグアイ両国を結ぶ友好と親善の礎となってきました。様々な艱難辛苦を乗り越え、このウルグアイの地に根付いて活躍されている日系人の方々、彼らを温かく受け入れたウルグアイ国民の皆様に深い謝意を表したいと思います。（中略）日ウルグアイ両国は地理的には遠く離れておりますが、国民間の心の距離は非常に近い。日本は、このような人的交流を一層促進し、両国の絆を次世代にも引き継いでいきます」と述べている。

## 言語
多くの日系ウルグアイ人はスペイン語しか話さない。ごく少数が日本語を話すことが可能であり、そのうち特に高い教育を受けたものは英語も話す。

## 宗教
大多数の日系ウルグアイ人はカトリック教徒であり、残りは仏教徒等である。

## 著名な日系ウルグアイ人
- バルバラ・モリ - 女優。メキシコで活躍しているので日系メキシコ人でもある[18]。
- ケニヤ・モリ（英語版） - 女優。バルバラ・モリの姉である。
- キンタロウ・モリ - シンガー。バルバラ・モリの弟である。

## 逸話
- 第40代大統領のホセ・ムヒカは、2015年の10月11日放送のフジテレビ『Mr.サンデー』拡大スペシャルでのインタビューにおいて、少年時代に近くに住む日系ウルグアイ人の造園業の手伝いをして造園のノウハウを学んだことを紹介し、「実は家の近所に10軒か15軒ぐらいの日本人家族がいてね。みんな花を栽培していたんだ。幼い私も育て方を教わり、家計を助けたよ。彼らはすごい働き者でね。昔ながらの日本人だった。農民の思考で狭い土地に多くのものを耕していたんだ」「ここには日本の造船会社が来ていてね。日本人技術者が大勢働いていたんだ。その子どもたちはここで成長し、自転車で学校へ通い、ここでサッカーを覚えたんだ。ある日、日本人の子どもが試合に出ていてね。激しいプレーで頭をけがして血を流してた。ついにはコートから出された。その子は泣いていたよ。でも傷が痛いからじゃない。最後までプレーできないことが悔しくて、名誉心で泣いていたんだ」と述べた[19]。
- 『キャプテン翼 ワールドユース編』には、ウルグアイ生まれのウルグアイ育ちでウルグアイ国籍を持っているが、日本語も堪能な日系ウルグアイ人（祖父、両親は日本人）のウルグアイ代表ストライカーの火野竜馬が登場する[20]。また、FIFAワールドユース選手権でウルグアイ代表を率いる監督もウルグアイ国籍を持つ日系ウルグアイ人のマチルダ尽之助である[21]。